# Radicaal 63
Radicaal 63 is een van de 34 van de 214 Kangxi-radicalen dat bestaat uit vier strepen.
In het Kangxi-woordenboek zijn er 44 karakters die dit radicaal gebruiken.

## Karakters met het radicaal 63
| Strepen | Karakter    |
| ------- | ----------- |
| + 0     | 戶 户 戸    |
| + 1     | 戹          |
| + 3     | 戺 戻 戼    |
| + 4     | 戽 戾 房 所 |
| + 5     | 扁 扂 扃    |
| + 6     | 扄 扅 扆 扇 |
| + 7     | 扈          |
| + 8     | 扉 扊       |